# Etiopski ceremoniał parzenia kawy
Etiopski ceremoniał parzenia kawy – długotrwały i uroczysty ceremoniał przygotowywania naparu kawowego charakterystyczny dla kultury etiopskiej.
W Etiopii picie kawy towarzyszy wielu sferom aktywności życiowej, w tym pracy, wypoczynkowi, spotkaniom służbowym, czy towarzyskim, a podejmowanie gościa kawą we własnym domu trwa zwykle około dwóch godzin i ma charakter uroczysty oraz ceremonialny. Gospodarz witał gościa już przed chatą, a następnie wprowadzał go do wewnątrz. Gość zajmuje miejsce honorowe i sadzany jest na stołku, najczęściej trójnożnym, wykonanym z jednego pniaka twardego drewna lub ewentualnie wyplecionym z ensetu. Gospodyni ubrana w białą, haftowaną szatę służącą właśnie na tę okazję, posypuje okolice paleniska czystym piaskiem lub trawą. Nad ogniem ustawia stojak z płaską blachą lub, w bogatszych domach, ceramiczny piecyk do wyprażania ziaren kawy. Po uprażeniu ziarna trafiają do drewnianego moździerza lub są kruszone na dużym kamieniu. Kobieta wsypuje rozdrobnione ziarna do dzbanka z zaokrąglonym dnem (dżebeny), zalewa je wrzątkiem i na chwilę ustawia nad paleniskiem. Gotowy napar rozlewany jest do kubków (ceramicznych lub wykonanych z rogów zwierzęcych). Żona podaje pierwszy kubek mężowi, a ten dopiero częstuje gościa lub gości. Jako, że tradycja nakazuje wypijanie trzech porcji naparu, to do pozostałej w dżebenie kawy dodaje się wodę i proces gotowania powtarza jeszcze dwukrotnie. 
Kawę w Etiopii spożywają z reguły osoby dorosłe. Dzieciom serwuje się czasami niewielką porcję wzbogaconą dużą ilością mleka.

## Galeria

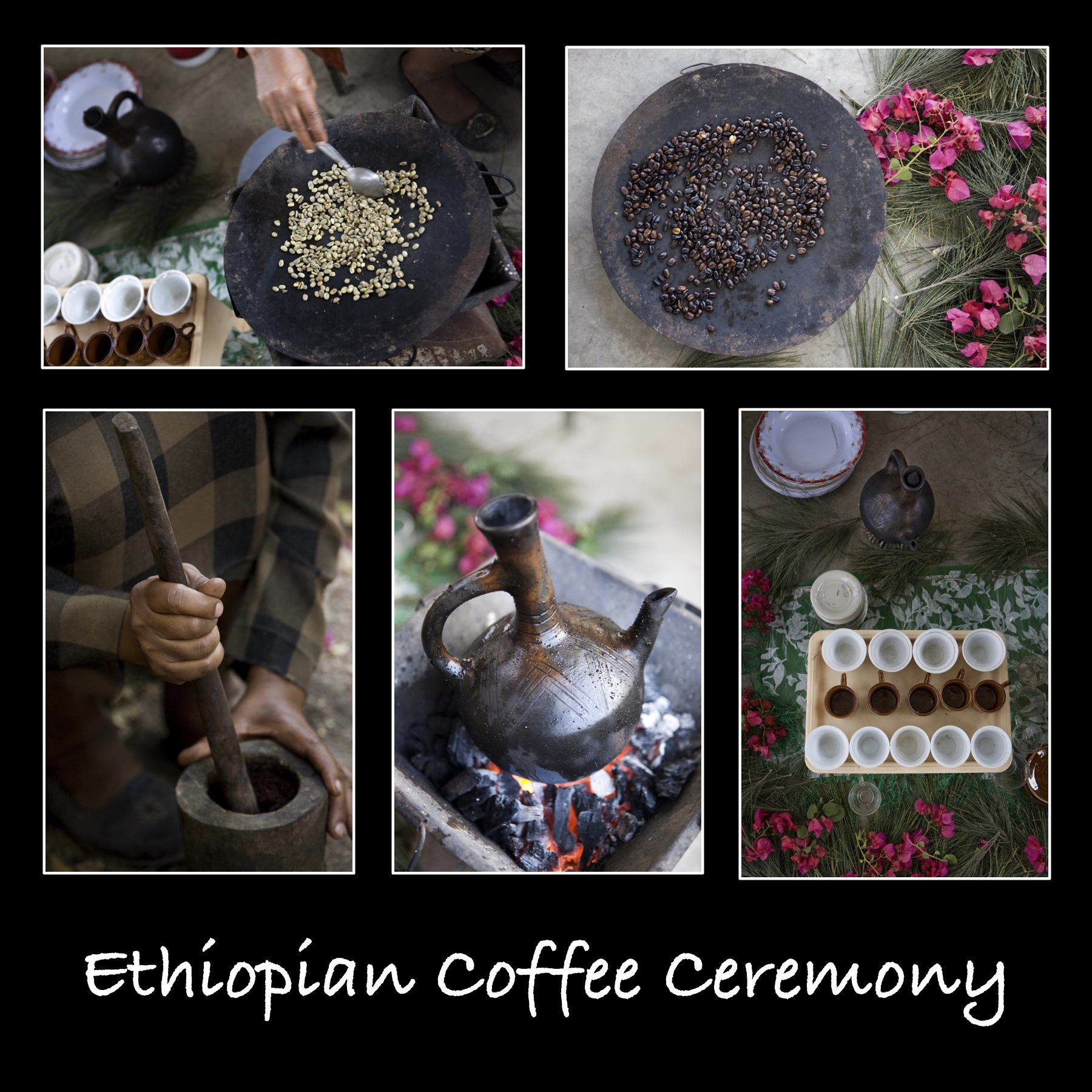
Etapy
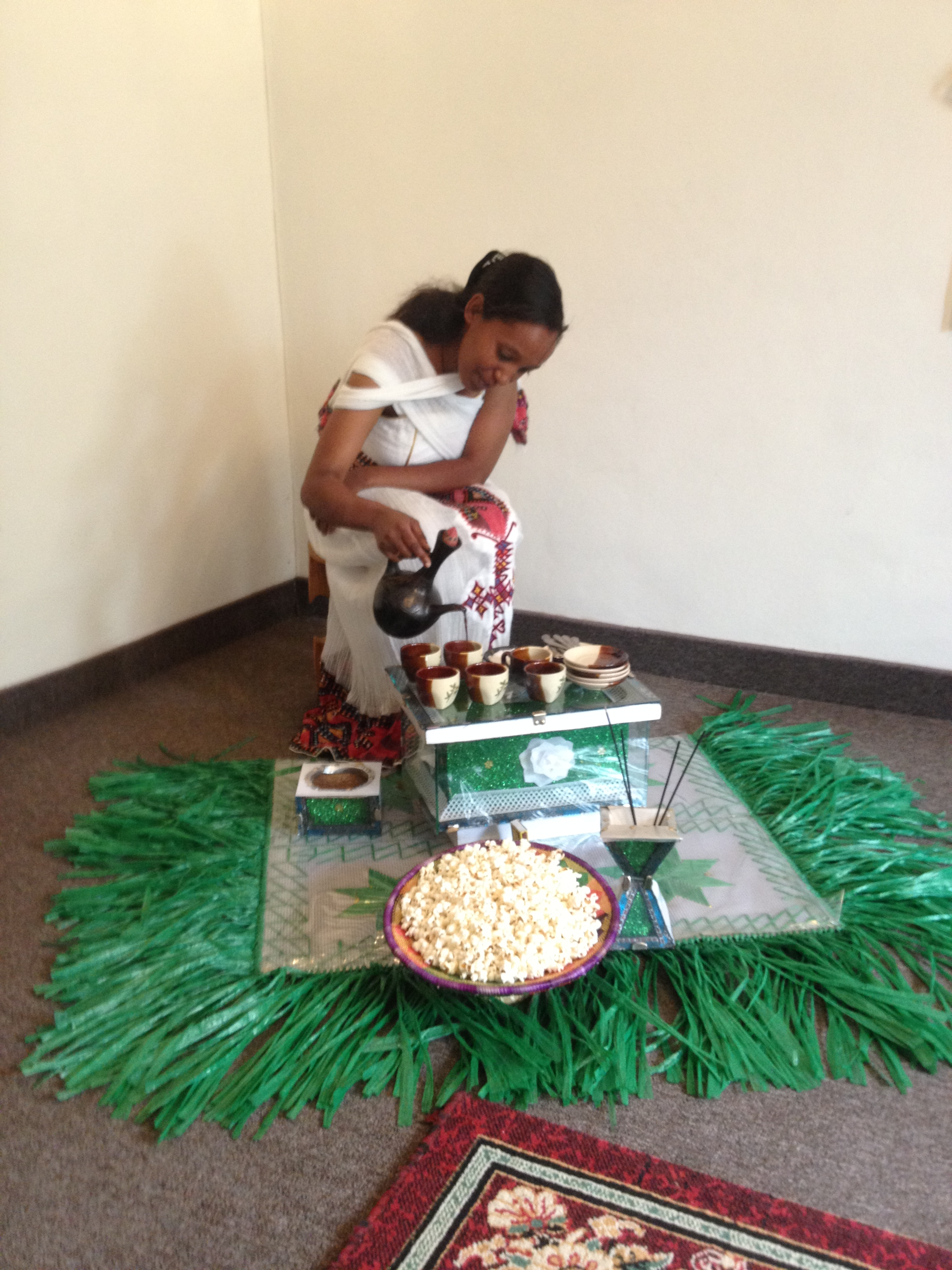
Kobieta przy ceremonii
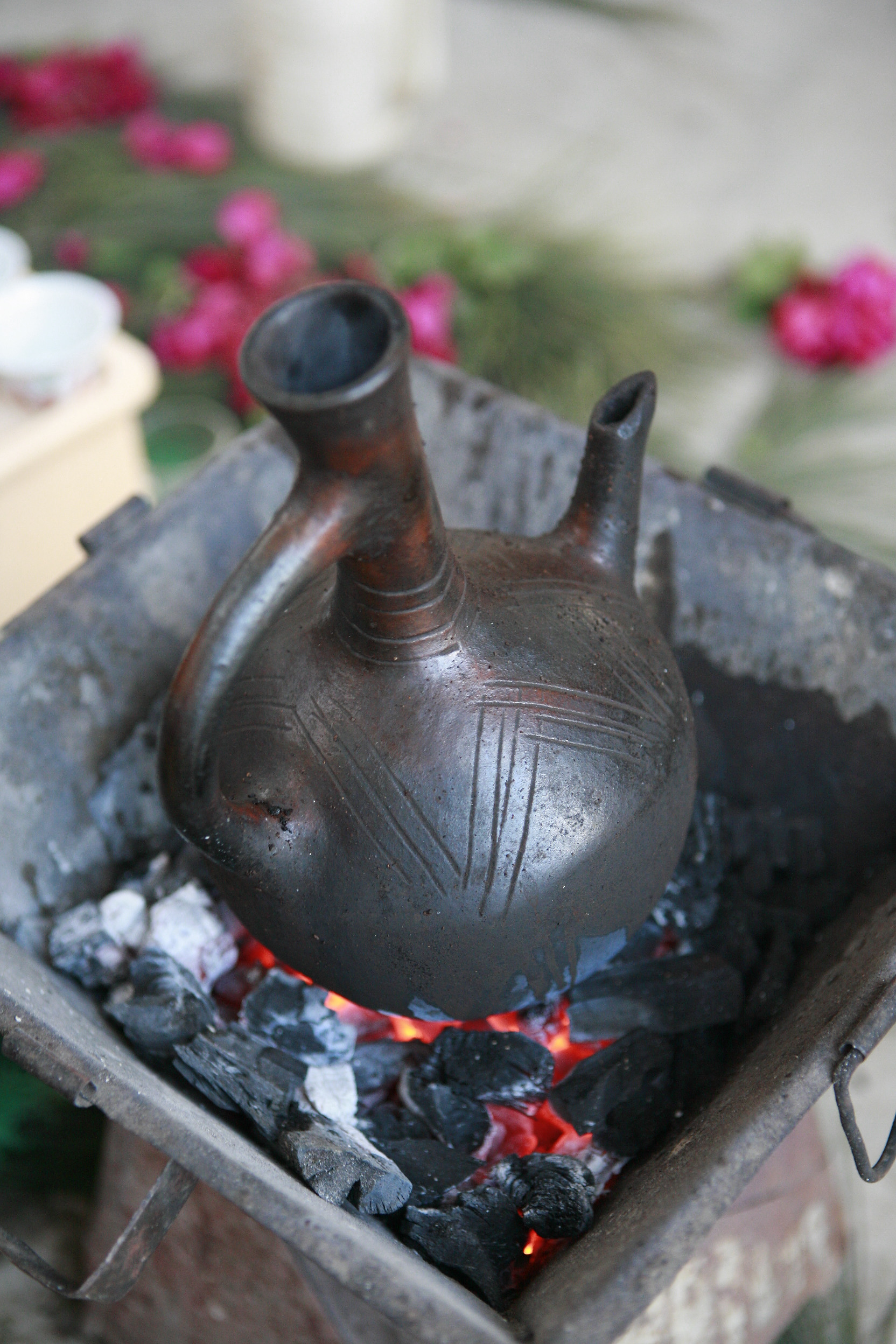
Dżebena
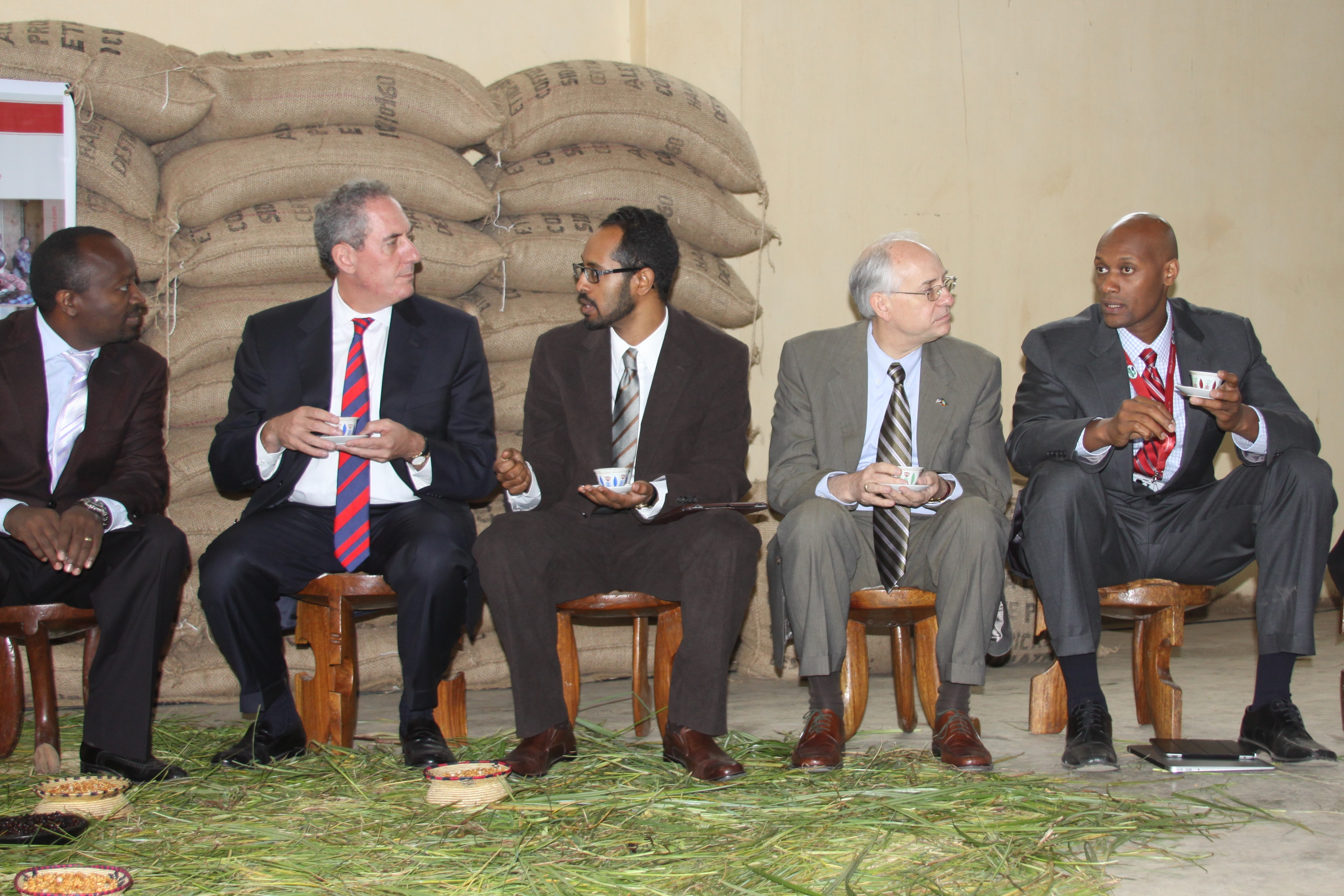
Ceremoniał picia kawy